# Johannes Grobler
Johannes Grobler (ur. 6 sierpnia 1997) – południowoafrykański lekkoatleta specjalizujący się w rzucie oszczepem.
Wicemistrz świata U20 z Bydgoszczy (2016). Czwarty oszczepnik mistrzostw Afryki (2018) oraz piąty uniwersjady (2019).
Medalista mistrzostw RPA.
Rekord życiowy: 80,59 (23 lipca 2016, Bydgoszcz). 

## Osiągnięcia
| Rok  | Impreza                | Miejsce   | Pozycja           | Wynik |
| ---- | ---------------------- | --------- | ----------------- | ----- |
| 2016 | Mistrzostwa świata U20 | Bydgoszcz | 2. miejsce        | 80,56 |
| 2017 | Uniwersjada            | Tajpej    | el. – 15. miejsce | 70,92 |
| 2018 | Athletics World Cup    | Londyn    | 4. miejsce        | 74,26 |
| 2018 | Mistrzostwa Afryki     | Asaba     | 4. miejsce        | 74,49 |
| 2019 | Uniwersjada            | Neapol    | 5. miejsce        | 75,69 |